# Samohvalove, Bahciîsarai
Samohvalove (în ucraineană Самохвалове) este un sat în așezarea urbană Poștove din raionul Bahciîsarai, Republica Autonomă Crimeea, Ucraina.

## Demografie
Componența lingvistică a localității Samohvalove
     Rusă (48,39%)
     Tătară crimeeană (41,76%)
     Ucraineană (7,89%)
     Alte limbi (0,54%)
Conform recensământului din 2001, nu exista o limbă vorbită de majoritatea populației, aceasta fiind compusă din vorbitori de rusă (48,39%), tătară crimeeană (41,76%) și ucraineană (7,89%).